# Gundemaro II
Gundemaro II (o Gundomar), hijo del rey Gondioc, rey de los burgundios.

## Historia
A la muerte de su tío Chilperico I gobernó como correy con sus tres hermanos: Godegisilo (Ginebra), Gundebaldo (Lyon) y Chilperico II (Valence). Gundemaro gobernó desde 473 a 486 en su residencia de Vienne.
En el año 486 Gundemaro fue hecho asesinar (o asesinado) por su hermano Gundebaldo, el más ambicioso de los hermanos y que logró reunificar el reino burgundio. 
(Nota: A veces se le considera como Gundemaro I, porque su a su antecesor Gundemaro I no se le considera rey de Burgundia, ya que los burgundios aún no habían cruzado el Rín y no se habían establecido en Burgundia)
| Predecesor: Chilperico I | Rey de los burgundios c.480–486 | Sucesor: Gundebaldo |

- Datos: Q889858